# JR Central série 373
La série 373 (373系, 373-kei) est un type de rame automotrice électrique exploitée par la compagnie JR Central.

## Description
La série 373 a été fabriquée par les constructeurs Hitachi et Nippon Sharyo à 14 exemplaires. Les rames comprennent 3 voitures, une motrice et deux remorques. L'aménagement intérieur de compose de sièges transversaux, en disposition 2+2.

## Histoire
Les premières rames de la série 373 ont été introduites le 1er octobre 1995.

## Services
Les rames sont affectées aux services express suivants :
- Fujikawa (Shizuoka - Kōfu)
- Inaji (Toyohashi - Iida)
- Home Liner Numazu/Shizuoka/Hamamatsu (Numazu - Shizuoka - Hamamatsu)

Les rames effectuent également quelques services omnibus.

## Galerie photos

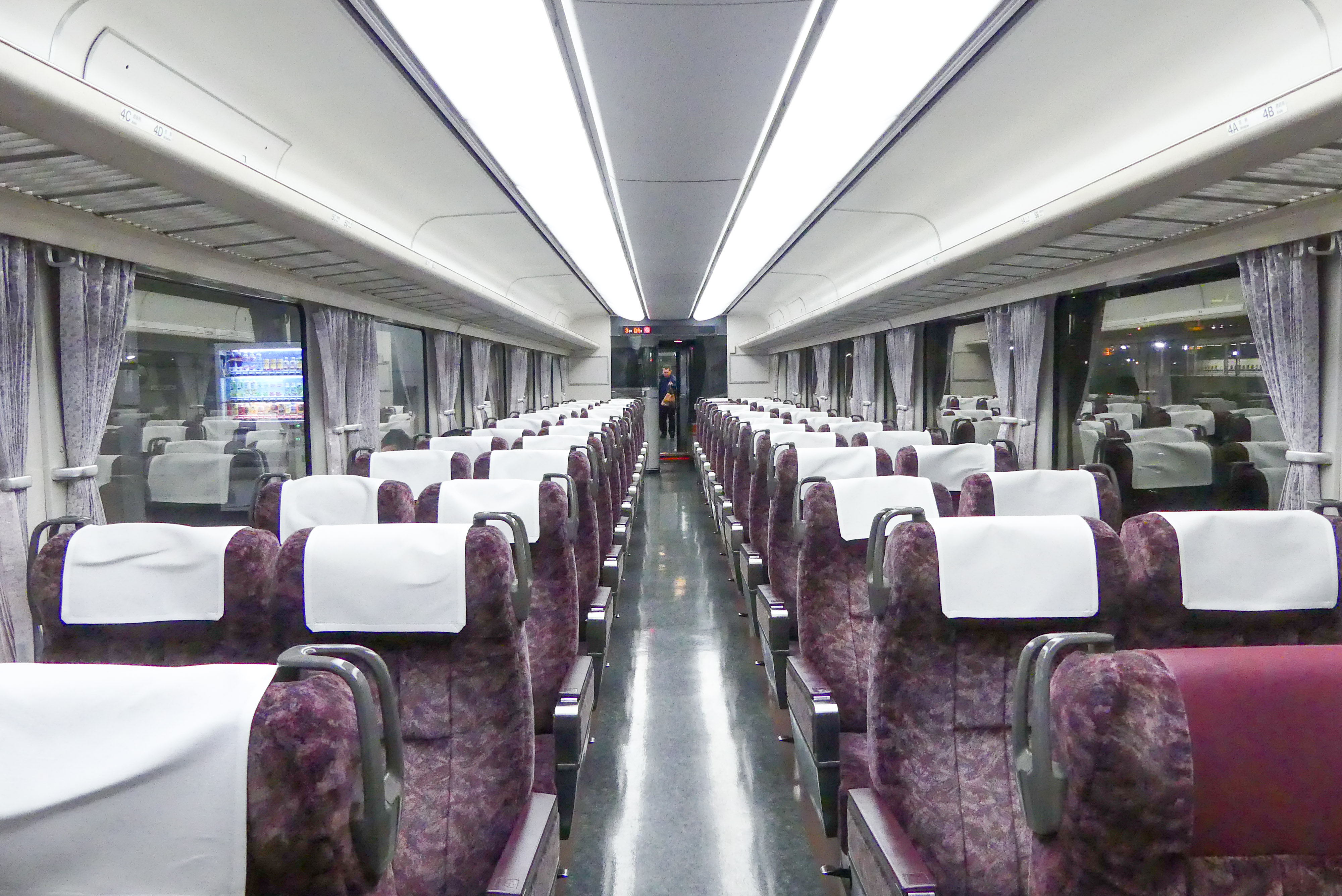
Intérieur de la rame.
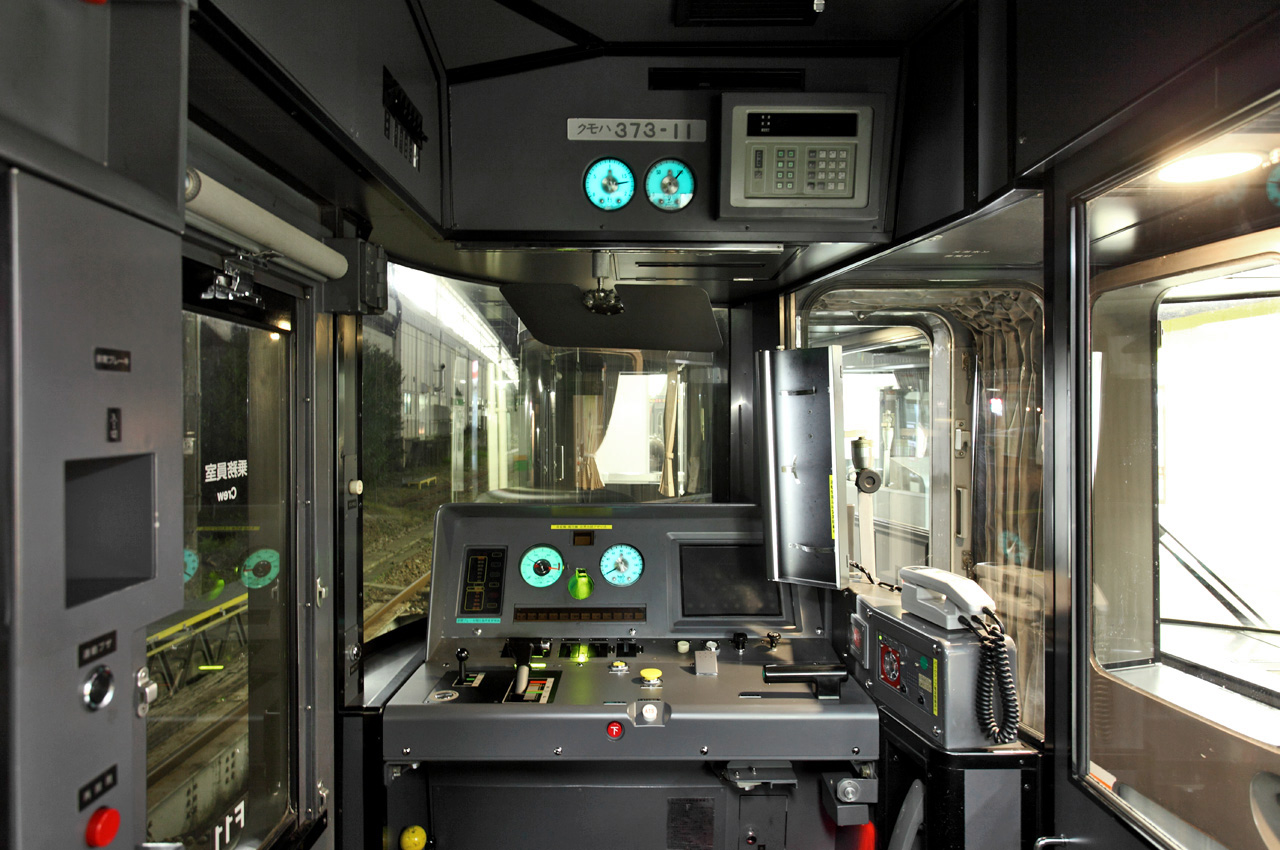
Cabine de conduite.